# El ministro Portales

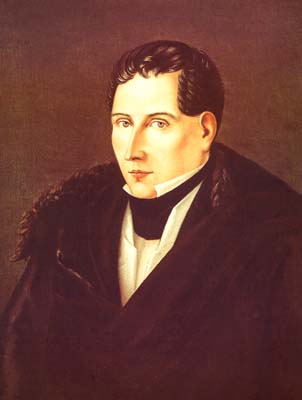
Diego Portales Palazuelos, Ministro de RR.EE., Guerra e Interior de Chile en 1830 y en 1834-1837.

"El Ministro Portales" es una obra literaria, en forma de novela, del escritor chileno Jorge Inostroza.
La novela abarca un punto de vista partidario de Portales.
La historia trata de la vida de Diego Portales Palazuelos, personaje chileno importante en la historia de ese país, entre 1823, hasta 1837, en su asesinato.
Primero fue director del Estanco (monopolio del té, tabaco, vinos, naipes, alcohol), que le fue concedido durante el gobierno de Ramón Freire. Debido a su fracaso en este negocio, organizó un grupo político denominado los "estanqueros", quienes tendrían una gran influencia política.
Participó activamente en la guerra civil chilena de 1829-1830, siendo uno de los que la provocaron. Pasó al bando de los pelucones, enemigos de los pipiolos.
Tras el triunfo de los pelucones en la Batalla de Lircay, es nombrado Ministro del Interior, Guerra y Marina y Relaciones Exteriores. (le ofrecieron presidente, oportunidad que rechazó indicando que no era lo suficientemente virtuoso).
Pasará a la historia por sus severas medidas en contra de los pipiolos y sus simpatizantes. Será conocido como "El Organizador de la República", ya que sacó al país de la anarquía, lo preparó para su primera guerra externa tras la independencia, y dejó un pensamiento político que sigue siendo el ejemplo de los políticos de hoy.
Entre sus obras se cuenta:
- Restablece la Academia Militar.

- Crea la Guardia Cívica, cuerpo miliciano en donde se entrenaba al pueblo. Llegó a tener 30.000 efectivos.

- Restablecimiento de la economía y el orden.

- Portales devolvió a la Iglesia Católica todos los bienes eclesiásticos que perdieron durante los años de incertidumbre (1823-1829) por los gobiernos liberales, y se le restableció el diezmo.

- Creación de la Constitución de 1833, que duraría hasta 1925.

- Mejora de la educación con la llegada al país de Andrés Bello.

- Mejora de los mapas chilenos con la llegada de Claudio Gay.

Se retira de la política en 1831, creyendo al país restablecido en su calma.
Pero se vería obligado a volver por la amenaza del mariscal boliviano Andrés de Santa Cruz y rumores de una guerra.
En 1834 vuelve al poder restableciendo la calma y preparando al ejército para la guerra.
Pero la guerra lo hizo impopular y Portales es capturado por rebeldes dirigidos por José Antonio Viduarre y es ejecutado el 6 de junio de 1837.